# Lijst van slangen in Europa
Hieronder vindt men een lijst van slangen die in Europa in het wild leven. 
Wormslangen (Typhlopidae)
- Slanke wormslang (Xerotyphlops vermicularis)

Boa-achtigen (Boidae)
- Kleine zandboa (Eryx jaculus)

Toornslangachtigen (Colubridae)
- Gladde slang (Coronella austriaca)
- Girondische gladde slang (Coronella girondica)
- Kaspische pijlslang (Dolichophis caspius)
- Pijlslang (Dolichophis jugularis)
- Maskerdwergslang (Eirenis modestus)
- Steppeslang (Elaphe dione)
- Vierstreepslang (Elaphe quatuorlineata)
- Gevlekte rattenslang (Elaphe sauromates)
- Algerijnse toornslang (Hemorrhois algirus)
- Hoefijzerslang (Hemorrhois hippocrepis)
- Muntslang (Hemorrhois nummifer)
- Balkantoornslang (Hierophis gemonensis)
- Geelgroene toornslang (Hierophis viridiflavus)
- Iberische mutsslang (Macroprotodon brevis)
- Moorse mutsslang (Macroprotodon cucullatus)
- Adderringslang (Natrix maura)
- Ringslang (Natrix helvetica)
- Dobbelsteenslang (Natrix tessellata)
- Halsbandtoornslang (Platyceps collaris)
- Slanke toornslang (Platyceps najadum)
- Trapslang (Zamenis scalaris)
- Katslang (Telescopus fallax)
- Zuid-Italiaanse esculaapslang (Zamenis lineatus)
- Esculaapslang (Zamenis longissimus)
- Luipaardslang (Zamenis situla)

Psammophiidae
- Westelijke hagedisslang (Malpolon monspessulanus)
- Oostelijke hagedisslang (Malpolon insignitus)

Adders (Viperidae)
- Pallas groefkopadder (Gloydius halys)
- Levantijnse adder (Macrovipera lebetina)
- Macrovipera schweizeri
- Kleinaziatische adder (Vipera xanthina)
- Zandadder (Vipera ammodytes)
- Aspisadder (Vipera aspis)
- Gewone adder (Vipera berus)
- Wipneusadder (Vipera latastei)
- Steppeadder (Vipera renardi)
- Cantabrische adder (Vipera seoanei)
- Spitssnuitadder (Vipera ursinii)